# Niklas Hoffmann
Niklas Hoffmann (* 9. April 1997 in Landau in der Pfalz) ist ein deutscher Fußballspieler. Der Defensivspieler steht aktuell beim SV Waldhof Mannheim unter Vertrag.

## Karriere
Der Pfälzer Hoffmann begann unter anderem beim TSV Fortuna Billigheim-Ingenheim an der südlichen Weinstraße mit dem Fußballspielen. Mit zehn Jahren nahm ihn der Karlsruher SC nach Sichtung auf einem Turnier in seinem Nachwuchsleistungszentrum auf und bildete ihn fortan aus.
Mit den Jugendmannschaften der Karlsruher spielte der Abwehrspieler in der A- und B-Junioren-Bundesliga, die U19 führte er in seiner letzten Saison als Kapitän an. In dieser Zeit kam er bereits fünfmal für die Oberligamannschaft zum Einsatz und stand einmal im Zweitligakader. Im Juni 2016 erhielt er darüber hinaus einen drei Jahre gültigen Profivertrag.
Mangels Perspektiven bei den Profis wechselte Hoffmann im Sommer 2017 zum SC Freiburg, der ihn fortan in seiner Regionalligamannschaft einsetzte; die Saison 2017/18 beendete Hoffmann mit Freiburg als Tabellenvierter.
In der Winterpause der Folgespielzeit wurde der Innenverteidiger an den FC St. Pauli verkauft, mit dessen zweiter Mannschaft er erfolgreich um den Klassenerhalt in der Regionalliga Nord spielte. Nachdem der Abwehrspieler bereits im Juni 2019 beim Erstrundenerfolg im DFB-Pokal über den VfB Lübeck für die Profis hatte debütieren können, bot ihn Cheftrainer Jos Luhukay auch in der Folge sporadisch in der 2. Bundesliga aufgrund von internen Ausfällen auf.
Nach fünf Zweitliga- und 15 Regionalligapartien für die Norddeutschen wechselte der Abwehrspieler Ende Januar 2020 zum Drittligisten Würzburger Kickers. Dort erhielt er einen bis Juni 2021 gültigen Vertrag, der per Option um ein weiteres Jahr verlängerbar ist. Für Würzburg kam er bis Saisonende zu 14 Drittligaeinsätzen und stieg mit den Bayern in die 2. Bundesliga auf. In der zweithöchsten Spielklasse kam er in der Saison 2020/21 nur sechsmal zum Zug, mit den Kickers musste er nach einer Saison wieder in die 3. Liga absteigen. In der Saison 2021/22 absolvierte er dann 23 Drittligapartien, Würzburg stieg jedoch direkt weiter in die Regionalliga ab.
Daraufhin verließ Hoffmann den Verein nach zweieinhalb Jahren und wechselte zum österreichischen Zweitligisten SV Horn, bei dem er einen bis Juni 2024 laufenden Vertrag erhielt. In seiner ersten Spielzeit Horn kam er zu 25 Einsätzen in der 2. Liga und beendete die Spielzeit mit dem Team als Vierter.
Nach seinem Vertragsende in Horn kehrte Hoffmann zur Saison 2024/25 nach Deutschland zurück und wechselte zum Drittligisten SV Waldhof Mannheim.

## Persönliches
Im Jahr 2016 legte Hoffmann seine Fachabiturprüfungen ab.